# 夏洛特·斯图亚特
夏洛特·斯图亚特（英语：Charlotte Stuart；1682年8月16日—1682年10月16日），詹姆斯七世及二世与摩德纳的玛丽的女儿，这也是詹姆斯的第17个孩子，全名夏洛特·玛丽亚·斯图亚特（Charlotte Maria Stuart），又作夏洛特-玛丽·斯图亚特（Charlotte-Marie Stuart）。出生的两个月后即1682年10月16日，因抽搐而死。并以“约克公爵殿下之女，夏洛特·玛丽亚·斯图亚特女勋爵”的名义在1682年10月21日下葬于倫敦西敏寺。

## 头衔
- 1682年8月16日-1682年10月16日：夏洛特·斯图亚特女勋爵殿下（HH Lady Charlotte Stuart）